# Телегино (Елецкий район)
 Теле́гино  — посёлок Пищулинского сельсовета Елецкого района Липецкой области. Находится в северной части Елецкого района, в 2 км к северо-западу от Ельца.

## История
Телегино как пристанционный посёлок было основано в последней четверти XIX века, когда на построенной в 1874 году железнодорожной линии Елец – Узловая была открыта одноимённая станция. Название станции по расположенному неподалёку селу Телегино (ныне Становлянский район). В 2001 году здесь насчитывается 137 дворов, 489 жителей.

## Население
| 2010 |
| ---- |
| 481  |

## Транспорт
Телегино связано асфальтированной дорогой с городом Елец.
В посёлке находится ж/д станция линии Елец – Ефремов ЮВЖД.
На западе посёлка находится аэродром малой гражданской авиации. 